# Phoracantha
Phoracantha är ett släkte av skalbaggar som beskrevs av Newton 1840. Phoracantha ingår i familjen långhorningar.

## Bildgalleri

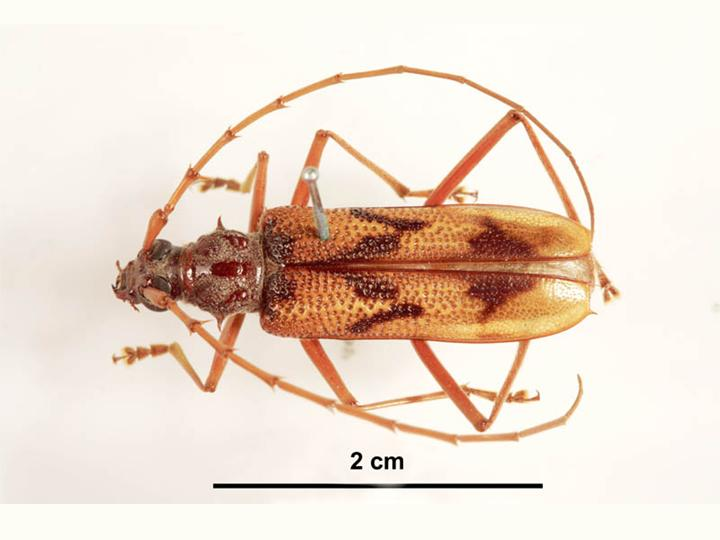
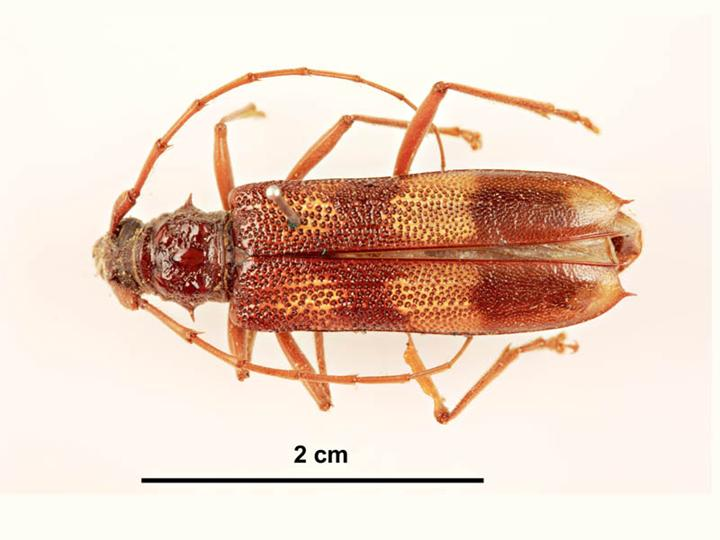
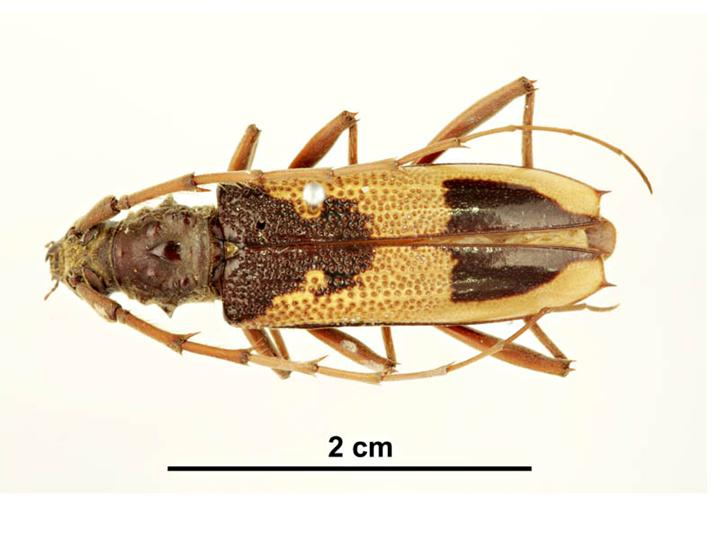
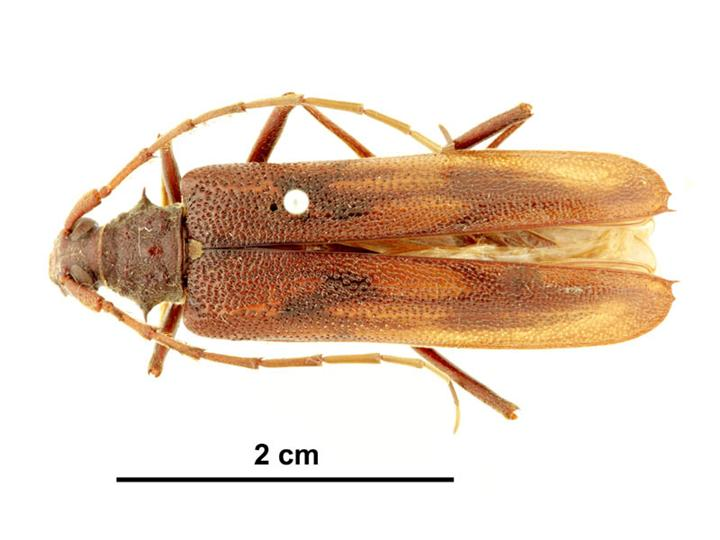
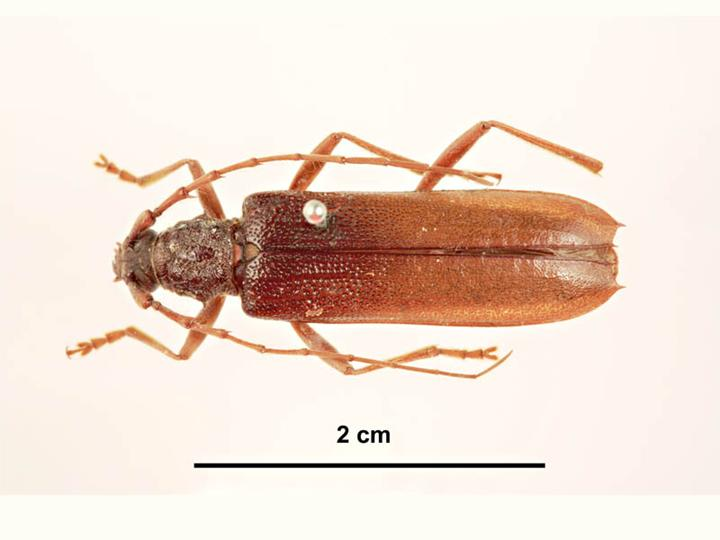
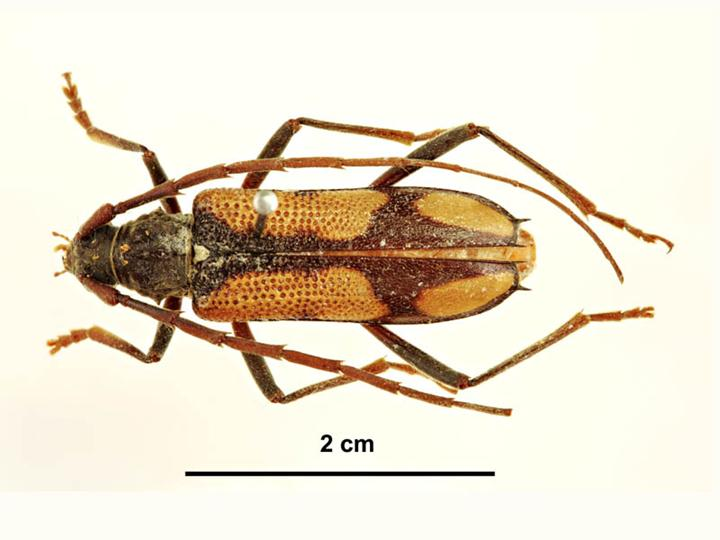

## Dottertaxa tillPhoracantha, i alfabetisk ordning[1][2]
- Phoracantha acanthocera
- Phoracantha alternata
- Phoracantha ancoralis
- Phoracantha complicata
- Phoracantha concolor
- Phoracantha cruciata
- Phoracantha elegans
- Phoracantha flavopicta
- Phoracantha frenchi
- Phoracantha freyi
- Phoracantha gracilis
- Phoracantha grallaria
- Phoracantha immaculata
- Phoracantha impavida
- Phoracantha laetabilis
- Phoracantha lata
- Phoracantha longipennis
- Phoracantha manifesta
- Phoracantha mastersii
- Phoracantha mitchelli
- Phoracantha montana
- Phoracantha multiformis
- Phoracantha niamata
- Phoracantha northamensis
- Phoracantha obscura
- Phoracantha odewahnii
- Phoracantha perbella
- Phoracantha placenta
- Phoracantha porosa
- Phoracantha princeps
- Phoracantha punctata
- Phoracantha punctipennis
- Phoracantha recurva
- Phoracantha rugithoracica
- Phoracantha semipunctata
- Phoracantha solida
- Phoracantha superans
- Phoracantha synonyma
- Phoracantha triangularis
- Phoracantha tricuspis
- Phoracantha tuberalis